# She's Gone
«She's Gone» (en español: Se ha ido, Ella se fue) es una canción del dúo estadounidense de pop Hall & Oates, editada en 1973 para el segundo álbum Abandoned Luncheonette. Tuvo un cierto éxito en el mercado nacional de Filadelfia y en la lista Billboard Hot 100, en donde se situó en la posición número 60. La compañía discográfica Atlantic Records relanzó una edición remezclada y con una versión mucho más pop dos años más tarde, en 1976, luego de que el dúo se trasladara a RCA Records y publicaran Sara Smile, otro éxito. Esta es la oportunidad más valiosa para She's Gone, ya que ocupó el puesto número 7 del Billboard Hot 100, el 93 en la lista de R&B y el #8 en la lista "Radio & Records CHR/Pop Airplay".

## Listas de popularidad
| Lista (1974)                               | Mayor posición |
| ------------------------------------------ | -------------- |
| U.S. Billboard Hot 100                     | 60             |
| Lista (1976)                               | Mayor posición |
| U.S. Billboard Hot 100                     | 7              |
| U.S. Radio & Records CHR/Pop Airplay Chart | 8              |
| U.S. Billboard Hot Soul Singles            | 93             |